# GOLDEN FLIGHT
『GOLDEN FLIGHT』（ゴールデン・フライト）は、山口百恵の12枚目のスタジオ・アルバム。1977年8月21日にCBSソニーよりリリースされた。

## 概要
帯コピー：ロックンロール・ガイズ & 百恵 今、最高にホットな音が聞える!! 山口百恵・ロンドン録音盤
″百恵がロック・バンドで歌う、ライブ感覚の溢れたアルバム″というテーマの下、百恵にとって初の海外レコーディングが行われた。バックトラックにも、元キング・クリムゾンのゴードン・ハスケルをはじめとして現地のミュージシャンを起用し、ロック色の強いアルバムに仕上がっている。
ディレクターの川瀬泰雄は「日本語で歌ってて、スタッフみんなイギリス人なんですよね、そのイギリス人が山口百恵が日本語で歌っているのを見て感動してましたよ」と語っている。
B-5「IMITATION GOLD」はシングル「イミテイション・ゴールド」の完全別アレンジ。B-1「愛のTWILIGHT TIME」は、曲を提供した浜田省吾が1980年に「火薬のように」のタイトルでセルフカバーしている。後に「いい日旅立ち」を提供する谷村新司が本作において初めて曲を提供している。
2003年6月4日に発売された全オリジナルアルバム22枚を復刻したCD-BOX『MOMOE PREMIUM』にはリマスタリング音源で収録されている。2007年9月30日には更なるマスターサウンド仕様が施された『Complete MOMOE PREMIUM』が発売された。

### 背景
タイトルが ″ゴールデン・フライト″ となった理由は、「イミテイション・ゴールド」をロック調の新たなアレンジで収録したことにより、シングルとアルバムの共通イメージを ″ゴールド″ というキーワードで統一しようということになったため。当初、アルバムのタイトルとして『百恵飛行』と仮題が付けられており、阿木燿子作詞、宇崎竜童作曲による同名の楽曲も制作されていたが、百恵の楽曲にしては音域が広すぎるという理由からお蔵入りとなった。他にも本作に収録予定だった楽曲に「東京の空の下あなたは」があり、この曲はロンドンでレコーディングされたものの最終的に収録が見送られた。その後コンサートで何度か歌われたものの、レコード化されることなくお蔵入りになっていたが、前述の『MOMOE PREMIUM』の特典ディスクに収録され、レコーディングから26年目にして漸く日の目を見ることとなった。

## 収録曲
全編曲: 加藤ヒロシ。
| #  | タイトル                           | 作詞         | 作曲         |
| -- | ---------------------------------- | ------------ | ------------ |
| 1. | 「MADE IN U.F.O.」                 | 阿木燿子     | 宇崎竜童     |
| 2. | 「BLACK CAB (ロンドン・タクシー)」 | ジョニー大倉 | ジョニー大倉 |
| 3. | 「LIVERPOOL EXPRESS」              | 岡田冨美子   | ジョニー大倉 |
| 4. | 「AIR MAIL」                       | 伊藤アキラ   | 浜田省吾     |
| 5. | 「CHECK OUT LOVE」                 | 松本隆       | 加藤ヒロシ   |

| #  | タイトル                | 作詞       | 作曲       |
| -- | ----------------------- | ---------- | ---------- |
| 1. | 「愛のTWILIGHT TIME」   | 伊藤アキラ | 浜田省吾   |
| 2. | 「PORTBELLOの銀時計」   | 伊藤アキラ | 浜田省吾   |
| 3. | 「嵐ヶ丘」              | 松本隆     | 加藤ヒロシ |
| 4. | 「SEINEより愛をこめて」 | 谷村新司   | 谷村新司   |
| 5. | 「IMITATION GOLD」      | 阿木燿子   | 宇崎竜童   |

## クレジット
ミュージシャン
| - ベース＆バックヴォーカル: Gordon Haskell - ドラム＆パーカッション: Jim Russell - ギター＆パーカッション＆バックヴォーカル: 加藤ヒロシ - アルトサックス＆バリトンサックス: Ray Warleigh - ピアノ＆オルガン＆クラリネット＆アープシンセサイザー: Alan Feadman - バックヴォーカル: Gary Bell - フリーマン＆ストリングス＆シンセサイザー＆マーク10: Ken Freman | - バックヴォーカル: Claire Hamill - パーカッション: John Shearer - スティールギター: B.J. Cole - トランペット＆フルーゲルホルン: Henry Lowther、Dave Hancock - テナーサックス: Bob Efford - トロンボーン: Cliff Hardie - テナーサックス: Slan Sulzman |

スタッフ
| - エグゼキュティブ・プロデューサー: 酒井政利 - プロデューサー: 加藤ヒロシ、川瀬泰雄 - アシスタント: 金塚晴子 - プロダクション・アシスタント: Jim Russell、Gordon Haskell - リズムトラックス・エンジニア: Rod Thear - ギターダビング・エンジニア: Vic Maile、Mituskazu Tanaka | - ヴォーカルダビング＆バックヴォーカルダビング・エンジニア: Mike Stavrou - ミキシング＆ヴォーカルダビング・エンジニア: Mitsukazu Tanaka - ミキシング・エンジニア: Jun Wakao - 写真: Yoichi Shima - ジャケットデザイン: 山田充 |

スタジオ
| - リズムトラック＆ギターダビング: The Jackson Recording Studios（ロンドン） - ヴォーカル＆バックヴォーカルダビング: Air Recording Studios（ロンドン） | - ミキシング: CBS SONY Recording Studio（東京） - ミキシング: 音響ハウス（東京） |

## 関連人物
- 宇崎竜童
- 阿木燿子
- 松本隆
- ジョニー大倉
- 浜田省吾
- 谷村新司

## 関連作品
- MOMOE PREMIUM
- 山口百恵 22 Original Albums Collection
- Complete MOMOE PREMIUM

## 参考資料
- 川瀬泰雄『プレイバック 制作ディレクター回想記』学研マーケティング、2011年2月。ISBN 978-4054047259。